# Sainte-Marie-aux-Chênes
Sainte-Marie-aux-Chênes – miejscowość i gmina we Francji, w regionie Grand Est, w departamencie Mozela.
Według danych na rok 1990 gminę zamieszkiwały 3 302 osoby, a gęstość zaludnienia wynosiła 324 osoby/km² (wśród 2335 gmin Lotaryngii Sainte-Marie-aux-Chênes plasuje się na 130. miejscu pod względem liczby ludności, natomiast pod względem powierzchni na miejscu 591.).